# 1960 en Nouvelle-Écosse
Chronologie de la Nouvelle-Écosse
- 1956
- 1957
- 1958
- 1959
- 1960
- 1961
- 1962
- 1963
- 1964

Cette page concerne des événements d'actualité qui se sont produits durant l'année 1960 dans la province canadienne de la Nouvelle-Écosse.

## Politique
- Premier ministre : Robert Stanfield
- Chef de l'Opposition :
- Lieutenant-gouverneur : Edward Chester Plow
- Législature :

## Événements
- XIIIe Convention nationale acadienne à Pointe-de-l'Église.

## Naissances
- 14 février : Michael « Mike » McPhee (né à Sydney) a été un joueur d'attaque canadien professionnel de hockey sur glace[1].

- 30 août : Mark Eyking (né à Sydney) est un homme politique canadien ; député à la Chambre des communes du Canada, représentant la circonscription néo-écossaise de Sydney—Victoria sous la bannière du Parti libéral du Canada.